# SNCAM
SNCAM (Société nationale des constructions aéronautiques du Midi：南部航空機製造公社) は、かつてフランスに存在した航空機メーカーである。
第二次世界大戦の直前、1936年にフランス政府が民間の航空機製造会社を国営化し、統合して6つの地域公社に再編した際に設立された国営企業で、SNCAMはエミール・デヴォアティーヌが設立したアヴィオンズ・デヴォアティーヌが国営化されたものである。
1941年にSNCASE(Société Nationale de Constructions Aéronautiques du Sud Est：南東航空機製造公社) に吸収されたため開発機種は少なく、デヴォアティーヌ D.520の量産の他は少数の試作機の製造に留まった。

## 機種
- デヴォアティーヌ D.520 - 1938年に初飛行。単座戦闘機。SNCASEでの製造分と併せ、437機製造された。
- デヴォアティーヌ D.770（英語版） - 1939年に初飛行。双発攻撃機。2機のみ試作。
- デヴォアティーヌ D.750（英語版） - 1940年に初飛行。双発雷撃機。1機のみ試作。
- デヴォアティーヌ HD.730（英語版） - 1940年に初飛行。水上偵察機。3機のみ試作。